# FEMEN

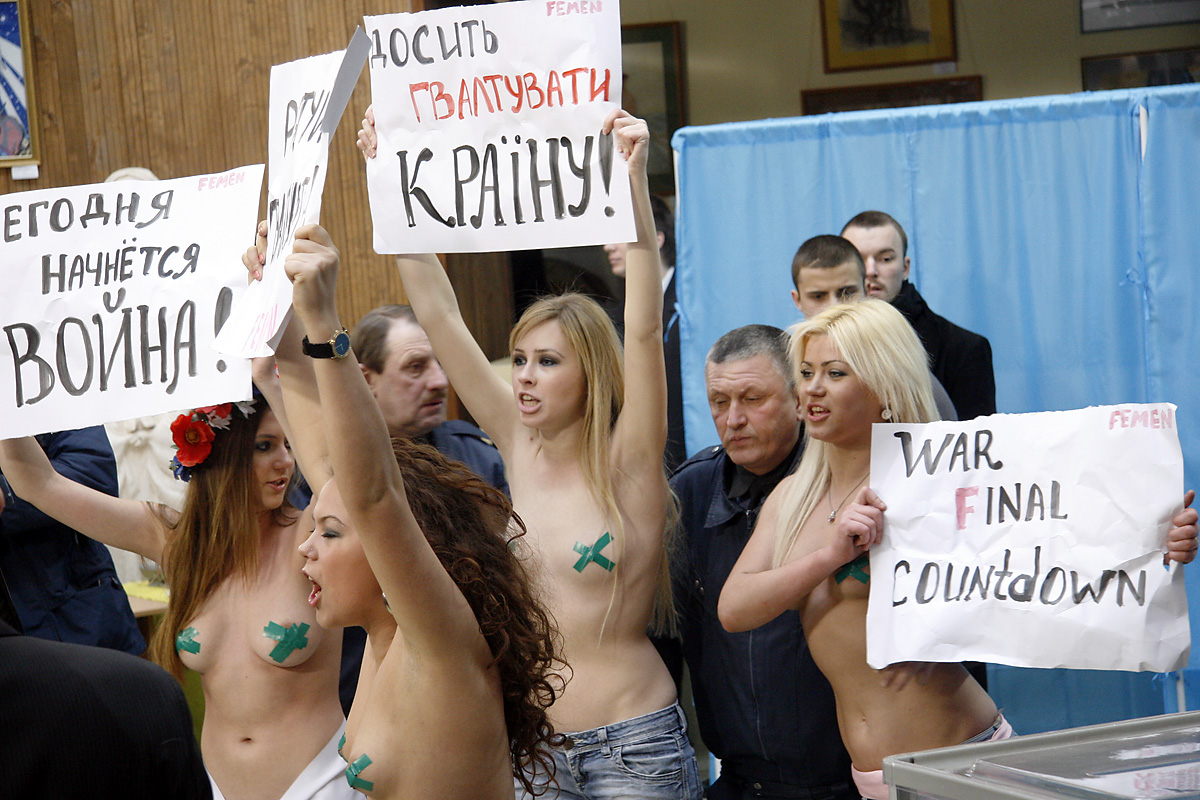
FEMEN-demonstrantes

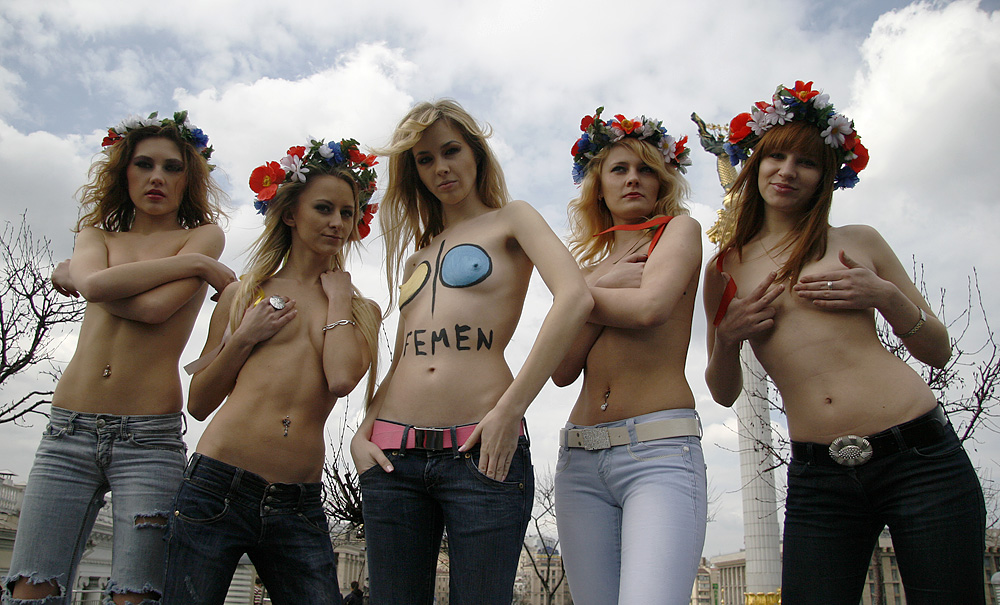
Nieuw logo bij 2-jarig bestaan van FEMEN (zie middelste vrouw - 2010)

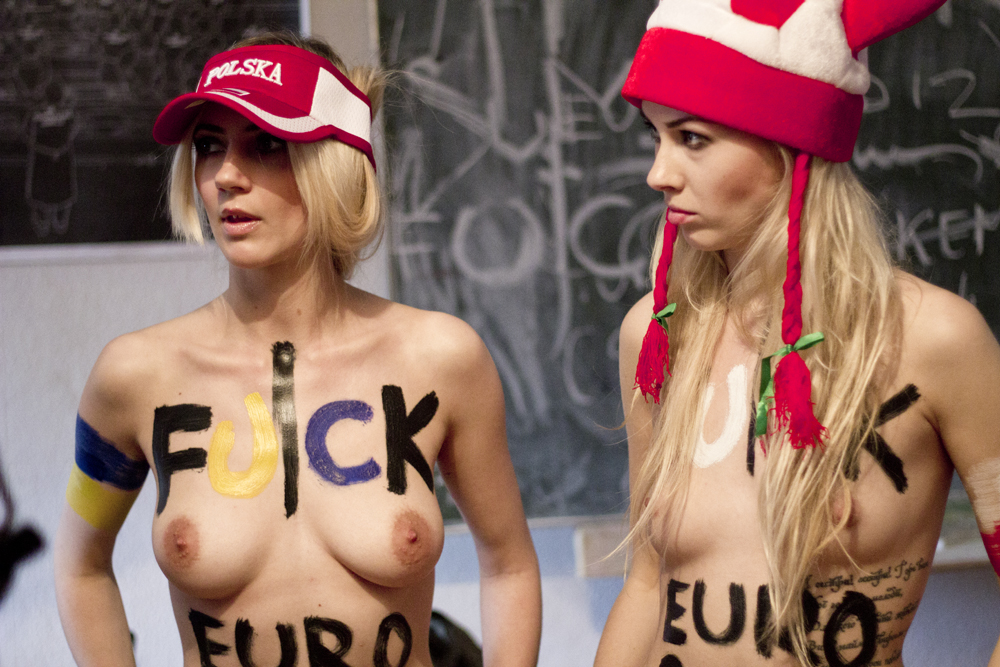
Protest tegen het Europees kampioenschap voetbal

FEMEN (Cyrillisch: Фемен) is een Oekraïense feministische protestgroep die in 2008 werd opgericht door Anna Hutsol. FEMEN heeft als doel om vrouwen wakker te schudden en zich bewust te laten worden van hun rechten en de mogelijkheid om zichzelf te ontplooien. Hun doel is om de grootste feministische beweging van Europa te worden en in 2017 een vrouwelijke revolutie ontketend te hebben. De groep trekt geregeld internationale persaandacht door topless of semi-topless te demonstreren. De vrouwen hebben vaak teksten op hun lichaam geschreven en bloemen in het haar. De Oekraïense regering ziet deze demonstraties als ondermijning van de staat en de deelnemers worden regelmatig veroordeeld tot gevangenisstraffen.

## Protesten
In 2012 kreeg de FEMEN in het buitenland bekendheid door protesten tijdens het Europees kampioenschap voetbal. De groep demonstreerde onder andere tegen sekstoerisme, prijsverhogingen en de dreigende executie van Sakineh Mohammadi Ashtiani. Tijdens de Olympische Zomerspelen van 2012 protesteerde FEMEN in Londen tegen de deelname van Islamitische regimes aan de spelen. In april 2012 bezetten een aantal vrouwen de klokkentoren van de Sint-Sofiakathedraal in Kiev voor een pro-choicedemonstratie tegen strengere abortuswetgeving. Ook de Russisch-Orthodoxe Kerk wordt door hen onder handen genomen sinds drie vrouwen van de Russische protestband Pussy Riot veroordeeld zijn voor een protest tegen Vladimir Poetin. Zo werd de geestelijke Kirill van Moskou tijdens een bezoek aan Oekraïne onderbroken door een vrouw (Yana Zhdanova) die haar borsten liet zien en die de tekst Kill Kirill op haar rug had staan. Zij werd veroordeeld tot 15 dagen cel.
Sinds 2012 protesteert FEMEN ook steeds vaker buiten de grenzen van Oekraïne. Zo protesteerden zij tijdens de modeshow van Versace in de Milan Fashion Week vanwege de te magere modellen. In maart protesteerden zij op de Internationale Vrouwendag in de Turkse stad Istanboel tegen huiselijk geweld. FEMEN heeft geprobeerd om een politieke partij op te richten om hiermee deel te nemen aan de Oekraïense parlementsverkiezingen van 2012. Dit is niet gelukt.
Op 2 juni 2015 zijn twee Franse activistes van FEMEN Marokko uitgezet na een actie waarbij ze elkaar met ontblote borsten pal voor de Hassantoren in Rabat zoenden, in protest tegen Marokkaanse anti-homo wetten. Marokko, waar op homoseksualiteit maximaal 3 jaar celstraf staat, heeft laten weten dat het de demonstrantes op een vliegtuig terug naar Frankrijk heeft gezet en de actie beschouwt als obscene scene en een aanslag op de openbare zedelijkheid.

## Logo
FEMEN heeft sinds 2010 een logo. Dit bestaat uit twee cirkels met een streep ertussen. De ene cirkel is met geel ingekleurd en de andere met blauw. De organisatie verkoopt afdrukken van het logo waarbij de gele en blauwe kleur door met verf ingesmeerde vrouwenborsten op het papier worden aangebracht.

## Kritiek
Sinds de organisatie ook regelmatig buiten Oekraïne spectaculaire acties uitvoert, zijn kritische geluiden in omvang toegenomen. Femen wordt onder andere herhaaldelijk verweten, dat hun acties vooral op media-aandacht zouden zijn gericht en dat de groep geen diepergaand inhoudelijk werk zou verrichten. Ook zouden de structuur en de financiering van de organisatie niet transparant zijn.
In augustus 2012 oogstte Femen ook in Oekraïne veel kritiek nadat ze demonstratief een 4 meter hoog christelijk kruisbeeld in de buurt van het Onafhankelijkheidsplein in Kiev met een kettingzaag hadden omgezaagd. Het kruisbeeld was opgericht ter nagedachtenis aan de slachtoffers van de Holodomor en de stalinistische terreur. Femen wilde daarmee naar eigen zeggen haar solidariteit met Pussy Riot tot uitdrukking brengen.
In Duitsland werd een Femen-actie in Hamburg bekritiseerd waarbij de actievoersters bij de ingang van de Herbertstrasse in de rosse buurt St. Pauli een spandoek met het opschrift "Arbeit macht frei" bevestigden en leuzen als "seksuele slavernij is fascisme" en "prostitutie is genocide" scandeerden. De anti-seksistische groep e*vibes uit Dresden noemde in een open brief aan Femen het gelijkstellen van prostitutie met de Holocaust "volstrekt onaanvaardbaar".
De door Femen begin april 2013 uitgevoerde acties tegen de "onderdrukking van de vrouwenrechten in islamitische landen" leidden tot kritische reacties van moslima's. Femen werd onder meer verweten al te ongenuanceerd over onderdrukking van vrouwen in de islam te spreken en moslima's als een hulpeloze groep neer te zetten, die van buitenaf zou moeten worden bevrijd. Als reactie op de door Femen geïnitieerde Topless Jihad werd de online-campagne Muslimah Pride Day gestart.
In september 2013 ging op het Filmfestival van Venetië de documentaire "Ukraine Is Not a Brothel" (Oekraïne is geen bordeel) van de Australische filmmaakster Kitty Green in première. Uit deze film blijkt dat Femen op zeer autoritaire wijze door Victor Svyatski wordt geleid. In de documentaire rechtvaardigt Svyatski de paradox dat hij als een "patriarch" een feministische organisatie runt met de woorden: "Deze meisjes zijn zwak. Ze hebben geen karaktersterkte, ze hebben niet eens het verlangen sterk te zijn. In plaats daarvan vertonen ze onderdanigheid, ruggengraatloosheid, gebrek aan punctualiteit, en vele andere factoren die hen verhinderen zich tot politieke activistes te ontwikkelen."
Een van de Femen-campagnevoersters kwalificeert in de film de relatie tussen de vrouwen en de leider van de beweging als verwant aan het Stockholmsyndroom, waarbij gijzelaars sympathie voor hun ontvoerders ontwikkelen: "Wij zijn psychologisch afhankelijk van hem en zelfs als we weten en begrijpen dat we dit zelf zouden kunnen doen, zonder zijn hulp, het is psychologische afhankelijkheid."
Op 5 september 2013 stelde Inna Shevchenko, een van de boegbeelden van Femen, in een ingezonden brief aan The Guardian dat Svyatski weliswaar deel had uitgemaakt van de organisatie, maar geen oprichter ervan was geweest, en evenmin de bedenker van hun topless-strategie en ideologie. Het patriarchaat, in de context waarvan Femen was opgericht, zou het hem echter mogelijk hebben gemaakt om een van de leiders te worden. Volgens haar zou Svyatski "seksisme, mannelijke dominantie en vrouwenonderdrukking" hebben gepersonifieerd, waar de vrouwen zich nu van zouden hebben bevrijd.